# Агис IV
Агис IV (око 262. п. н. е. до 241. п. н. е.) био је краљ Спарте. Покушавао је 243. п. н. е. обнову спартанског друштва у виду социјалних и аграрних реформи. Лично слаб да почете реформе брзо оствари, и због интрига родбине, морао је 241. п. н. е. у рат против Етолског савеза. За време одсуства из Спарте и без значајних успеха у ратним походима збачен је са престола. Вративши се у Спарту осуђен је на инсценираном суђењу на смрт.

## Агисова жеља за реформама
Агис је наследио свога оца Еудамиду II 245. п. н. е. Други спартански краљ тога доба био је Леонида II из линије Агијада. Агис је желео да врати старе Ликургове законе и дисциплину. Спарта је након победе у Пелопонеском рату почела да пати од корупције као и остале грчке државе. Тада је у Спарту ушло много злата и сребра. Битно је смањен број Спартијата, пуноправних грађана Спарте. Остало је само 700 породица пуноправних грађана. У четвртом веку пре Христа један од ефора поништио је стари закон по коме је свако имао једнаку парцелу земље. Одједном су сви почели да слободно располажу својом земљом, па се већина земље нашла у рукама неколицине, а од 700 пуноправних грађана само њих 100 је поседовало довољно земље. Већина грађана је поседовала мало земље и били су оптерећени дуговима. Агис је намеравао да изврши реформу, како би Спарта поново имала велики број пуноправних грађана, који су представљали основу спартанске војске у славним данима спартанске хегемоније.

## Агидове присташе и противници
Млади људи су брзо прихватили Агисове идеје, а већина старијих огрезлих у корупцији супроставаљала се његовим намерама. Много жена супростављало се идејама, које би ограничиле луксуз. Леонида II је тајно поткопавао Агисове покушаје реформе. Леонида је био на страни богатијих, али бојао се реакције сиромашнијих и то је био разлог зашто се није отворено супростављао Агису. Говорио је да Агид поделом земље и опраштањем дугова купује за себе гарду, да би онда увео тираниду. Агиса је подржавала његова родбина. Подржавали су га и Лисандар, Мандроклеида и његов ујак Агесилај. Да би спровео своје намере осигурао је подршку да се Лисандар изабере за ефора.

## Агисов закон је одбијен
Да би обновио Ликургове законе Агис је 243. п. н. е. предложио:
- да се пониште дугови
- да се изврши нова подела земље

Тражио је да се земља између Тајгета и Пелене подели на 4.500 парцела, а она ван тога подручја на 15.000 парцела.(Плутарх Агис 8)Ових 4.500 парцела требало је поделити Спартанцима и истакнутијим перијецима и странцима, а 15.000 парцела требало је да се подели преосталим перијецима. Герузија је била подељена о том питању, па је Агис изнио закон пред народну скупштину и онда је рекао да он сам даје имање и 600 таланата у случају да се закон усвоји. То су учинили и његови рођаци и пријатељи. Други спартански краљ Леонида II супростављао се закону. Обичан народ је стао на страну Агиса, а богатији су наговарали чланове герузије да не одобре тај закон. Закон је одбијен само са једним гласом разлике.

## Свергавање Леониде и ефора
Да би се решио Леониде Агид се одлучио да га оптужи. Агисов пријатељ Лисандар био је ефор, па је оптужио Леониду II по једном старом Ликурговом закону, који је забрањивао да се жене страним женама и да живе у страној земљи. Леонида је имао децу са једном Азијаткињом, док је боравио код Селеука II Калиника. Леониди је због тога претила смртна казна, па је побегао. Због тога су га свргнули, а уместо њега краљ је постао Леонидин зет Клеомброт III, који је био спреман да сарађује са Агисом. Када је Лисандру истекао мандат изабрани су нови ефори, који су се супростављали Агису и намеравали су да врате трон Леониди. Нови ефори су поред тога оптужили и Агисове пријатеље Лисандра и Мандроклеиду. Агис и Клеомброт су тада на силу сменили ефоре и поставили нове место њих. Био је то догађај без преседана, Објашњавали су да ефори могу да се супростављају краљевима, ако међу краљевима постоји неслагање. У овом случају два краља су се слагала, па су због тога сменили ефоре. Леонида се у доба нових ефора вратио у Спарту, али након њиховога свргавања поново је побегао.

## Упола изведена реформа
Један од новопостављених ефора био је Агисов ујак Агесилај. Агесилај је имао много земље, али дуговао је и јако много новца и није могао да плати дугове. Он је наговорио Агиса да се расподела земље и опраштање дугова не спроведу у истом тренутку. Рекао је да би најпре требало опростити дугове, па да ће онда велепоседници лакше и спремније прихватити расподелу поседа. Успео је да наговори и Агиса и Лисандра. Једнога дана на главном тргу спаљени су сви папири о дуговањима и све хипотеке. Мноштво је тражило прерасподелу земље, али Агесилај је због властитога интереса увек налазио неке разлоге да се то одгоди, све док Ахајци нису затражили војну помоћ од Спарте.

## Одлазак у рат са Етолским савезом
Етолски савез је тада 241. п. н. е. извео инвазију Пелопонеза, па је Арат, стратег Ахајскога савеза, тражио помоћ од Спарте. Агис IV је кренуо са војском да помогне савезнике. Агисова војска је била изузетно дисциплинована и мотивисана. Већина је била сиромашна и тек су били ослобођени дугова, а очекивали су да ће им након похода бити подељена земља. Агис се придружио Арату крај Коринта, али Арат је одлучио да не улази у одлучну битку, па је распустио савезнике.

## Побуна у Спарти
За време Агисовога одсуства у Спарти је избила побуна и револуција. Агесилај је као ефор увео и тринаести месец, да би утеривао додатне порезе. Наљутио је сиромашније непрекидним одлагањем расподеле земље. Због тога су Агисови непријатељи знали да им се у таквој ситуацији нико неће супростављати. Они су довели Леониду II из Тегеје да поново буде краљ. Обичан народ се томе није супростављао, јер се осећао превареним због непрекидног одлагања поделе земље. Агис и Клеомброт III су се склонили у светилишта. Леонида је поштедео свога зета Клеомброта, који је морао да напусти Спарту. Сменио је старе ефоре и заменио их новима.

## Агисова смрт
Леонида је покушао да на превару извуче Агиса из егзила, па му је нудио да деле краљевску власт, али Агис се није дао преварити. Агис је понекад излазио из егзила, да би се окупао, па су га тако једном приликом ухватили. Ефори су Агиса осудили на смрт. Службени џелати нису били спремни да изврше пресуду, а мноштво народа се окупило испред затвора. У затвору су најамници убили Агиса, његову мајку и баку. Агис је био први краљ кога су ефори осудили на смрт. Народ је након тога догађаја замрзио Леониду.